# Josef Schmelzer

Josef Schmelzer

Josef Schmelzer (* 30. Juli 1876 in Oberhundem im Amt Kirchhundem; † 8. Oktober 1962 ebenda) war ein deutscher Landwirt und Politiker (Zentrum, CDU).

## Leben und Wirken
Nach dem Besuch der Volksschule in Oberhundem und der Rektoratsschule in Olpe machte Schmelzer eine landwirtschaftliche Ausbildung und bewirtschaftete seit 1900 das väterliche Gut in Oberhundem. Von 1898 bis 1899 leistete er Militärdienst beim Infanterie-Regiment Nr. 143 in Straßburg. Zwischen 1914 und 1917 war er Soldat im Ersten Weltkrieg und wurde mit dem Eisernen Kreuz II. Klasse ausgezeichnet. Nach dem Krieg übernahm er zahlreiche Ämter im Bereich der landwirtschaftlichen Organisationen. So war er stellvertretender Vorsitzender des Landwirtschaftlichen Kreisvereins Olpe und Vorsitzender des Waldbauernverbandes Kirchhundem. Überregional war er Mitglied im Vorstand des Westfälischen Bauernvereins und seit 1922 Reichsforstwirtschaftsrat.
Politisch gehörte Schmelzer der Zentrumspartei an und saß von 1921 bis 1933 im Preußischen Landtag und von 1930 bis 1932 auch im Deutschen Reichstag. Im Landtag war er zeitweise stellvertretender Vorsitzender des Landwirtschaftsausschusses und 1932/33 Vorsitzender des Ausschusses für landwirtschaftliches Siedlungswesen. Er wirkte maßgeblich bei der Reform der Fideikommiss-Auflösung dem nach ihm benannten „Lex Schmelzer“ mit. Außerdem war er von 1901 bis 1933 Gemeinde-, Amts- und Kreisvertreter. Mit dem Machtantritt der Nationalsozialisten verlor Schmelzer alle Ämter und wurde mehrfach verhaftet. Im Jahr 1944 wurde er im Zuge der Aktion Gitter vorübergehend verhaftet.
Unmittelbar nach dem Krieg gehörte Schmelzer zu den Mitbegründern des Deutschen Bauernverbandes. Politisch trat er der CDU bei, gehörte zu den Gründungsmitgliedern in Westfalen-Lippe und war Mitglied im Landesvorstand in dieser Region. Außerdem war er Mitglied im Kreistag des Kreises Olpe und im Gemeinderat Oberhundem. Im Jahr 1946 gehörte Schmelzer dem beratenden Provinziallandtag für Westfalen und dem ernannten Landtag von Nordrhein-Westfalen an. Danach gehörte er auch dem gewählten Landtag bis 1950 an.